# Domenico Marzaioli
Domenico Marzaioli (Maddaloni, 7 dicembre 1991) è un ex cestista italiano, di ruolo play-guardia.

## Carriera
È cresciuto cestisticamente nelle giovanili dell'Artus basket Maddaloni, debuttando in prima squadra all'età di 16 anni. Nell'estate del 2009 passa alla Juvecaserta Basket. Dopo aver disputato il campionato juniores, esordisce in prima squadra il 22 novembre 2009, disputando un minuto della gara contro la Vanoli Cremona.
Nella stagione 2011-12 gioca una parte di stagione a Giugliano nella DNB 2011-12, collezionando 13 presenze. Ritorna nelle file della Juvecaserta Basket dove colleziona 12 presenze con 4,7 minuti e 0,5 punti di media.
Nella stagione 2012-13 ricopre un ruolo fisso nelle file della Juvecaserta dove colleziona 16 presenze con 8,3 minuti di media. Registra un high di 8 punti nella vittoria in quel di Cantù, nella quale mette a segno il tiro libero decisivo.
Nella stagione 2014-15 disputa il campionato di A2 gold vestendo la casacca della Pallacanestro Biella con la quale partecipa anche alla Eurochallenge, competizione europea per club.
Nell'estate del 2015 passa all'Enel Basket Brindisi chiudendo la stagione in Serie A con 7,4 minuti sul parquet di media mentre in EuroCup colleziona 2 punti di media con 13,4 minuti a partita.
Nella stagione 2016-17 gioca per i colori della società Cuore Napoli Basket, con la quale vince le Final Eight Coppa Italia di serie B e raggiunge la promozione in serie A2 battendo in finale Bergamo.
Nella seconda parte della stagione successiva gioca per la Pirares Academy Cagliari, militante in serie B.
La stagione successiva indossa da capitano la maglia della Scandone Avellino, mettendo a referto 11,5 punti, 4 rimbalzi, e 2,3 assist a partita.